# Sofar
Sofar (hebreiska: צוֹפַר, Ẓofar eller Ṣôp̄ar) från Naama var enligt den hebreiska Bibeln en vän till Job som visade honom sin medkänsla och tröstade honom efter att fått höra alla olyckor som hade drabbat honom. Bildad från Sua var enligt Gamla testamentet en av Jobs tre vänner som kom för att trösta denne när han drabbades av olycka. Sofar håller två tal (Job 11 och 20). Han menar att Jobs lidande kan vara ett gudomligt straff och talar mycket om konsekvenserna av att leva ett syndigt liv.
Sofar räknas ibland som en profet inom judendomen.